# Gelbkörper

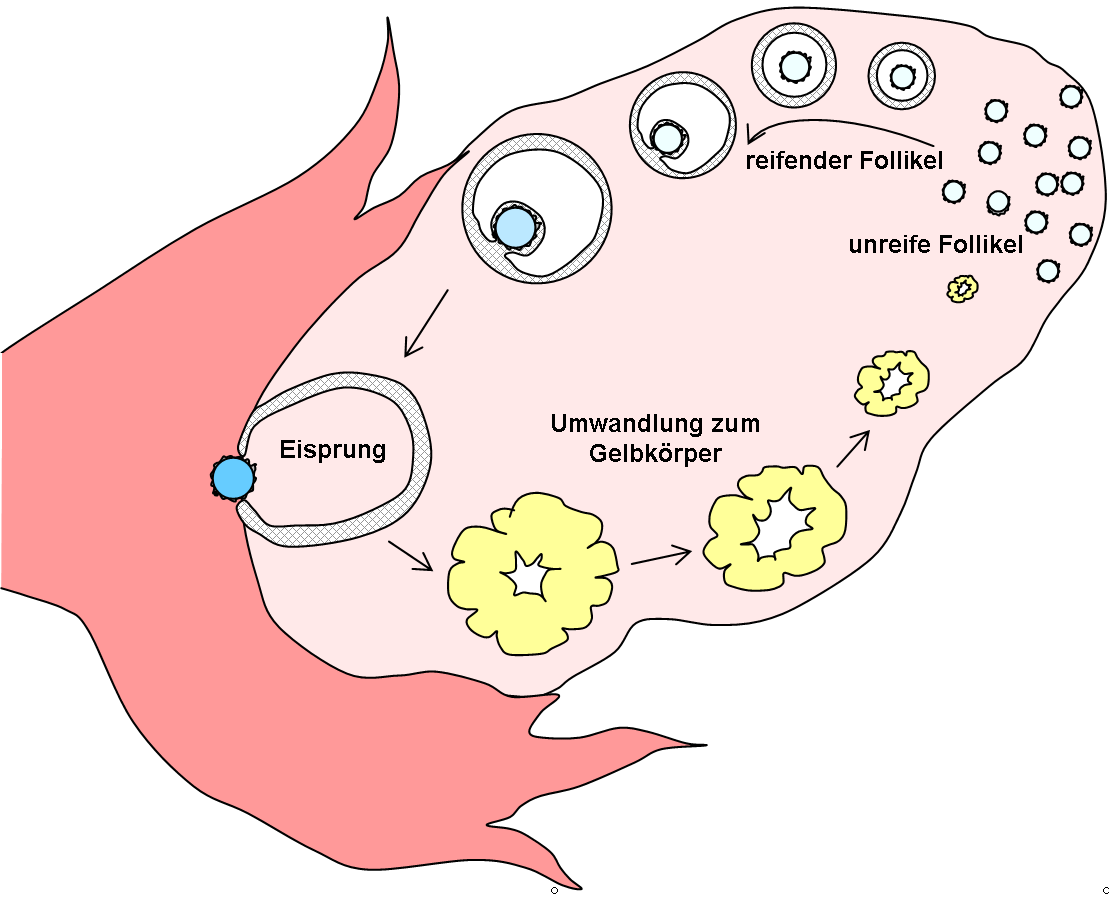
Vorgänge im Eierstock während der Eizellenreifung

Der Gelbkörper, auch Corpus luteum (lat. corpus „Körper“ und luteus „gelb“) genannt, entsteht bei Säugetieren während des Eisprungs (Follikelsprung) einer Eizelle. Unter dem Einfluss des luteinisierenden Hormons (LH) verlässt die reife Eizelle den Eifollikel; der Rest – bestehend aus den in der Wand des geplatzten Follikels liegenden endokrinen Granulosazellen und einwandernden Thekazellen – erscheint als kleiner gelber Körper und wird als Gelbkörper bezeichnet. Er produziert in der zweiten Phase des Monatszyklus neben kleinen Mengen des Hormons Östrogen zunehmend Progesteron, das auch Gelbkörperhormon genannt wird und für die Aufrechterhaltung der Schwangerschaft sorgt. In den ersten 7–8 Schwangerschaftswochen wird das Progesteron fast ausschließlich vom Gelbkörper gebildet, danach übernimmt diese Aufgabe überwiegend die Plazenta, für deren Entwicklung Progesteron ebenfalls bedeutsam ist.
Unter der Wirkung des Progesterons bereitet sich die Gebärmutterschleimhaut auf eine mögliche Schwangerschaft und Einnistung einer befruchteten Eizelle vor. Kommt es zu keiner Schwangerschaft, beginnt der Gelbkörper etwa neun Tage nach der Ovulation zu schrumpfen (→ Luteolyse), wandelt sich in Narbengewebe um und produziert dabei immer weniger Progesteron, was beim Menschen schließlich zur Regelblutung führt. Nach seiner bindegewebigen Umwandlung wird er als Corpus albicans (lat. albicare „weiß sein“, „schimmern“, Plural Corpora albicantia) bezeichnet. Die Vielzahl umgewandelter Gelbkörper gibt dem senilen Eierstock seine typische narbige Oberflächenstruktur.
Kommt es zur Einnistung einer befruchteten Eizelle, bleibt das Corpus luteum – beim Menschen unter dem Einfluss des humanen Choriongonadotropins (hCG) – erhalten. Es wandelt sich in das Corpus luteum graviditatis um, das zum Ende des ersten Schwangerschaftsdrittels bis zur Hälfte des gesamten Ovars einnimmt und für eine ausreichende Progesteronproduktion sorgt, bis die Plazenta (Mutterkuchen) in der Lage ist, über ihren Trophoblastanteil die Hormonproduktion selbst zu übernehmen.
Eine Gelbkörperschwäche ist ein häufiger Grund dafür, dass eine Frau nicht schwanger wird oder gehäuft sehr frühe Fehlgeburten (Frühaborte) erleidet. Die experimentelle Entfernung des Gelbkörpers bedingt in der Regel einen Frühabort.